# Mahovine
Mahovine (briofiti; lat. Bryophyta sensu stricto; sin. Musci), divizija biljaka koja zajedno s divizijama Jetrenjarke (Marchantiophyta) i Antocerote (Anthocerotophyta) pripada u tzv. mahovnjače (Bryobiotina)

## Opis
Mahovina, (odjel Bryophyta), bilo koja od najmanje 12 000 vrsta malih nevaskularnih kopnenih biljaka koje nose spore. Mahovine su rasprostranjene po cijelom svijetu osim u slanoj vodi i obično se nalaze na vlažnim sjenovitim mjestima. Najpoznatiji su po onim vrstama koje prekrivaju šume i šumska tla. Ekološki, mahovine razgrađuju izložene podloge, oslobađajući hranjive tvari za korištenje složenijih biljaka koje ih nasljeđuju. One također pomažu u kontroli erozije tla osiguravanjem površinskog pokrivača i upijanjem vode, a važni su i za ekonomičnost hranjivih tvari i vode za neke tipove vegetacije. Gospodarski važne vrste su one iz roda Sphagnum koje tvore treset.
Mahovine su postojale još u permskom razdoblju (prije 298,9 milijuna do 251,9 milijuna godina), a više od 100 vrsta identificirano je iz fosila iz razdoblja paleogena i neogena (prije 66 milijuna do 2,58 milijuna godina). Muscites, Protosphagnum, Palaeohypnum i druge fosilne mahovine slične su strukture modernim rodovima. Postojeće vrste uključuju mahovine podrazreda Andreaeidae i “mahovine tresetnice” (porodica Sphagnaceae). Veliki podrazred Bryidae čini većinu vrsta mahovina, ali podrazred Polytrichidae također ima neke važne članove. Ostali, manji podrazredi zastupljeni su sa samo nekoliko vrsta.
Mahovine, kao i druge mahovnjače, pokazuju izmjenu generacija, ili metagenezu, između neovisne generacije gametofita, koja proizvodi spolne organe, spermu i jajašca, i ovisne generacije sporofita, koja proizvodi spore. Mahovine se međusobno razlikuju prvenstveno po građi i specijalizaciji sporangija (spore). Strukture poput stabljike i lista mahovine čine gametofitsku (spolnu) generaciju. Sporofitna (nespolna) generacija razvija se iz gametofita i obično se sastoji od uzdignute peteljke, ili seta, koja završava u sporangiju. Sporangij ostaje ovisan o gametofitu, u različitim stupnjevima, za vodu i hranjive tvari. Mahovine se razmnožavaju grananjem i fragmentacijom, regeneracijom iz sitnih komadića fotosintetskog tkiva i stvaranjem spora. Spora pod povoljnim uvjetima klija i izrasta u razgranatu zelenu nit, protonemu. U konačnici, gametofit raste iz malog pupoljka kojeg stvara stanica protonema koja se dijeli i diferencira.
Mnoge male biljke koje nose naziv mahovina zapravo nisu mahovine. "Mahovina" koja se nalazi na sjevernoj strani drveća često je zelena alga Pleurococcus. Irska mahovina (Chondrus crispus) je crvena alga. Rrod Usnea, islandski lišaj (Cetraria islandica), hrastova mahovina (Evernia prunastri) i sobova mahovina (rod Cladonia) su lišajevi. Španjolska mahovina (Tillandsia usneoides) je zračna biljka iz porodice tamjanikovki (Bromeliaceae). Mahovine su saveznici paprati iz porodice Lycopodiaceae.

## Sistematika
- subdivisio: Andreaeobryophytina Goffinet, W.R. Buck & A.J. Shaw
  - classis: Andreaeobryopsida Goffinet & W.R. Buck
    - ordo: Andreaeobryales B.M. Murray
      - familia: Andreaeobryaceae Steere
- subdivisio: Andreaeophytina Goffinet, W.R. Buck & A.J. Shaw
  - classis: Andreaeopsida J.H. Schaffn.
    - ordo: Andreaeales Limpr.
      - familia: Andreaeaceae Dumort.
      - familia: Cochlearidiaceae Ochyra & Mahú
- subdivisio: Bryophytina Engl.
  - classis: Bryopsida McClatchie
  - classis: Oedipodiopsida Goffinet & W.R. Buck
  - classis: Polytrichopsida Doweld
  - classis: Tetraphidopsida Goffinet & W.R. Buck
  - genus: Heinrichsiella Bippus, Savoretti, Escapa, García Massini & Guido
- subdivisio: Sphagnophytina Doweld
  - classis: Sphagnopsida Schimp.
    - ordo: Protosphagnales Neuburg
    - ordo: Sphagnales Limpr.
- subdivisio: Takakiophytina M. Stech & W. Frey
  - classis: Takakiopsida Goffinet & W.R. Buck
    - ordo: Takakiales S. Hatt. & Inoue ex R.M. Schust.
      - familia: Takakiaceae M. Stech & W. Frey
- genus: Musciphyton Greguss
- genus: Physodictyon Kütz.
- genus: Yamanusia Ignatov & Shcherb.

## Sinonimi
- Musci Hedw., 1801

## Vanjske poveznice
- Classification of extant moss genera